# Góth Sándor
Góth Sándor, született Gutfreund (Pest, 1869. október 19. – Budapest, 1946. szeptember 7.) magyar színész, rendező és műfordító, egyetemi tanár, színházigazgató.

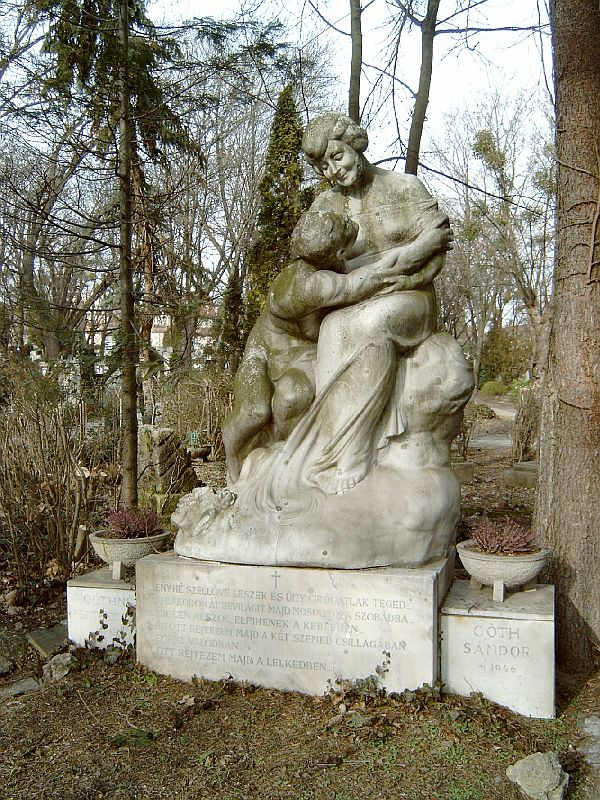
Góth Sándor és Kertész Ella sírja a Farkasréti temetőben (6. körönd-1-5. sírbolt). Ligeti Miklós alkotása

## Életpályája
Gutfreund Manó és Wachsmann Rozália (1838–1929) gyermekeként született. A Színművészeti Akadémián Nagy Imre tanította, amelyet 1887–91 között végzett el. 1890–91-ben Debrecenben lépett fel. 1891–92-ben Aradon, 1892–1894 között Temesváron, 1894–1896 között Kolozsváron szerepelt. 1896-ban a Vígszínház alapító tagja volt, amelynek – megszakításokkal – 1946-ig tagja volt. 1910–1914 között, valamint 1932–33-ban a Pesti Magyar Színház színművésze volt. 1911-ben Faludi Miklós Hunnia Filmgyárának munkatársa lett. 1921–22-ben a Renaissance Színház igazgatója és színésze volt. 1931–1939 között a Színművészeti Akadémia tanára volt. 1933–34-ben a Budapesti Operettszínház színész-rendezője volt. 1935–1937 között a Nemzeti Színházban játszott. 1941-től nem szerződtették zsidó származása miatt. 1945–46-ban a Belvárosi Színház rendezője volt.
A Blaha Lujza emlékalbum igazi „selfmademan”-ként jellemzi, aki a saját erejéből és ernyedetlen szorgalmával emelkedett a színművészet csúcspontjára. A tragikus szerepektől a karakterszerepekig mindent el tudott játszani. Öntudatos volt minden alakítása, színpadi figurái egy-egy tanulmány eredményei voltak, amelyek eredetinek, újnak és meglepőnek hatottak. Német, francia, angol, olasz és orosz nyelven beszélt.
Sírja a Farkasréti temetőben található.
1904. március 15-én Budapesten, a Belvárosban házasságot között Kertész Ella (1879–1936) színésznővel, Kertész Bernát és Langsfeld Emma lányával. Az egyik tanú Faludi Gábor volt. Később Tas Irént vette feleségül.

## Színházi munkái
A Színházi Adattárban regisztrált bemutatóinak száma: szerzőként: 5; műfordítóként: 34; színészként: 4; rendezőként: 12.

### Szerzőként
- A háromszög (1915)
- Vengerkák (1917)
- Ferike mint vendég (1931)
- Vihar a Balatonon (1931)
- Ének a búzamezőkről (1935)

### Műfordítóként
- Labiche: Nászúton (1898)
- Hennequin: Családi örömök (1898-1899)
- Hennequin: Utazás a válás körül (1898)
- Busnach-Debrit: A feleségem nem sikeres (1900)
- Bernard: A tolmács (1902)
- Gavault-Berr: Dupont (1903)
- Poe: Az igazgató úr (1903)
- Ordonneau-Kéroul: A kocavadász (1904)
- Monnier-Larcher: Emil (1905)
- Bernstein: Baccarat (1906, 1910, 1915, 1918, 1924)
- Kéroul-Barré: Az aranygyapjú (1906)
- Soulié: A kacagó menyecske (1906)
- Bernard-Godfernaux: Gróf Hamlet (1906)
- Bernstein: A tolvaj (1907, 1939)
- Gavault-Charvay: Josette kisasszony, a feleségem (1907)
- Bernstein: Sámson (1908)
- Lev Tolsztoj: Anna Karenina (1910)
- Hennequin-Veber: Nincs-e elvámolnivalója? (1910)
- Kistemaeckers: A kém (1912)
- Stobitzer: Jönnek a németek (1914)
- Hennequin-Weber: Éljen a király (1918)
- Georges Feydeau: Kutya van a kertben (1931)
- Fauchois: Szegény Mavrier (1933)

### Színészként
- Bourdet: Rab lélek....Montcel
- Szomory Dezső: Takáts Alice....Takáts Zuárd
- Deval: Francia szobalány....Stanley
- Molnár Ferenc: A császár....Fremient

### Rendezőként
- Molnár Ferenc: A doktor úr (1902)
- Hennequin-Bihaud: A korbács (1903)
- Molnár Ferenc: Józsi (1904)
- Bernstein: Baccarat (1906)
- Shaw: Az ördög cimborája (1906)
- Rákosi Viktor: Rákóczi fia (1906)
- Bernstein: A tolvaj (1907)
- Herczeg Ferenc: Déryné ifjasszony (1907)
- Molnár Ferenc: Játék a kastélyban (1945)
- Scribe: Egy pohár víz (1945)
- Szomory Dezső: Takáts Alice (1946)
- Fauchois: Vigyázat, mázolva! (1946)

## Egyéb színházi szerepei
- Molnár Ferenc: Olympia....Plata Ettingen herceg
- Mikszáth-Harsányi: A Noszty fiú esete Tóth Marival....Kopereczky
- Bernstein: Baccarat....De Chacéroy Robert
- Hauptmann: A takácsok....Jäger
- Bródy Sándor: A tanítónő....A káplán
- Scribe: Egy pohár víz....Bolinbroke
- Shaw: Az orvos dilemmája....Bloomfield Bennington
- Bernstein: Muzsika....Pap
- Barta Lajos: Szerelem....Komoróczy
- Molnár Ferenc: Játék a kastélyban....Turai
- Feydeau: A férj vadászni jár....Moricet
- Bernstein: A tolvaj....Richard
- Wilde: Salome....Jochanan
- Luigi Pirandello: Hat szerep keres egy szerzőt....Igazgató–rendező
- Molnár Ferenc: Egy, kettő, három....Norrison

## Filmjei

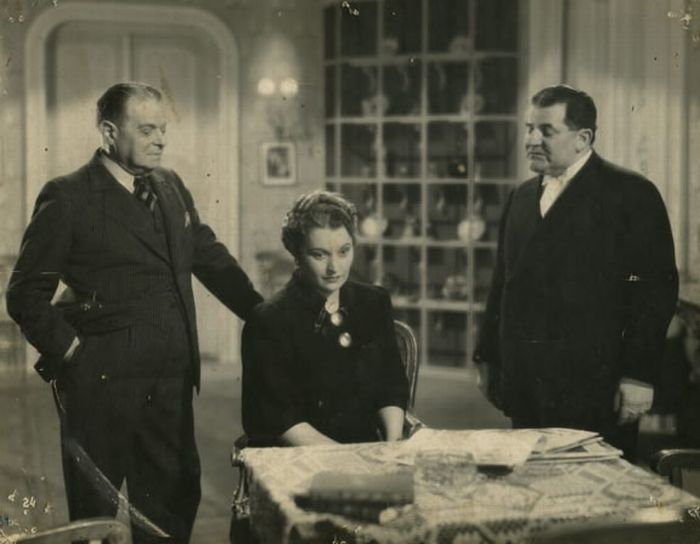
Góth Sándor (balra) Ladomerszky Margittal és Mály Gerővel a Cifra nyomorúság című filmben (1938)

### Rendezőként
- A papagáj (1912)
- A marhakereskedő (1912)
- A csikós (1912)
- Egy csók története (1912)
- Keserű szerelem – Hunyadi János (1912)
- A páter és a Péter (1912)
- Víg özvegy (1912)
- Aladár a tűzoltónapon (1912)
- Tata mint dada (1912)
- A halász leánya (1912)
- Benjámin karrierje (1912)
- Az állatok barátja (1913)
- A bűvös palack (1913)
- Vigyázat, törékeny! (1915)
- Az anyaszív (1917) (színész is)

### Színészként
- Tavasz a télben (1917)
- Az ezredes (1917)
- Lulu (1917)
- Kacagó asszony (1930)
- Az orvos titka (1930)
- Nevető Budapest (1930)
- Hyppolit, a lakáj (1931)
- Repülő arany (1932)
- Pardon, tévedtem (1933)
- Címzett ismeretlen (1935)
- Fizessen, nagysád! (1937)
- Magdát kicsapják (1938)
- Cifra nyomorúság (1938)
- Érik a búzakalász (1938)
- Borcsa Amerikában (1938)

## Művei
- Vengerkák (színmű, Pásztor Árpáddal, 1917)
- Ferike, mint vendég (színmű, Bús-Fekete Lászlóval, 1931)
- Vihar a Balatonon (dráma, Bús-Fekete Lászlóval, 1932)
- Fizető vendég (dráma, 1934)
- Ének a búzamezőkről (Móra Ferenc regényéből színpadra dolgozta Relle Pállal, 1935)
- Ha Molière naplót írt volna… (1943)

Librettókat is írt Hubay Jenő operáihoz: Az álarc (Rudolf Lotharral) és Anna Karenina (Gábor Andorral).